# Deus Ex (jogo eletrônico)
Deus Ex é um jogo eletrônico de RPG de ação – combinando elementos de tiro em primeira pessoa e stealth – desenvolvido pela Ion Storm e publicado pela Eidos Interactive. É o primeiro título da série Deus Ex e foi lançado em junho de 2000 para Microsoft Windows e no mês seguinte para Mac OS, com uma conversão para PlayStation 2 estreando em 2002. A jogabilidade envolve a exploração e combate em ambientes conectados a vários níveis centrais diferentes, além de missões que geram pontos de experiência que podem ser usados para melhorar as habilidades do personagem. Escolhas de diálogos também estão presentes, com opções de respostas em pontos importantes da história afetando como alguns dos eventos ocorrem.
A história se passa em 2052 em um mundo de enormes divisões sociais e assolado por uma pandemia letal conhecida como "Morte Cinza", cuja única vacina conhecida é escarça e disponível apenas para os mais ricos e poderosos. Isto levou ao surgimento e ascensão de várias organizações terroristas que afirmam atuar em favor dos menos favorecidos. O protagonista é JC Denton, um agente da Coalização Antiterrorista das Nações Unidas fisicamente alterado com "aprimoramentos" nanotecnológicos que lhe dão habilidades super-humanas. Ele logo se envolve em uma rede de tramas enquanto diversas facções lutam por dominação mundial. A história explora o tema sobre teorias da conspiração em uma ambientação cyberpunk.
O desenvolvimento de Deus Ex começou em 1997, anos depois de Warren Spector ter criado o conceito original. O objetivo era proporcionar um grande nível de liberdade para o jogador poder resolver problemas e situações de diversas maneiras diferentes e o jogo reagir a essas escolhas. O motor de jogo usado foi a Unreal Engine pois a equipe achou que ela cobria a maior parte daquilo que desejavam. A narrativa sofreu diversas alterações no decorrer da produção, com personagens sendo reavaliados e reescritos, enquanto grandes seções foram cortadas por questões de tempo e necessidades de produção em outras áreas. A música foi composta principalmente por Alexander Brandon, com contribuições de Dan Gardopée e Michiel van den Bos.

## Jogabilidade
Deus Ex incorpora elementos de quatro gêneros de jogos: RPG, tiro em primeira pessoa, aventura, e "simulação imersiva", o último sendo um jogo que "nada te lembra que você está apenas jogando um jogo". Por exemplo, o jogo usa uma câmera em primeira pessoa durante a sua ação e inclui a exploração de cenários e interação de personagens como principais características.
O jogador assume o papel de JC Denton, um agente da Coalizão Antiterrorista das Nações Unidas (UNATCO) que recebeu habilidades através de nanotecnologia. Essa nanotecnologia é um mecanismo central de jogabilidade, e permite ao jogador realizar feitos super-humanos.

### Elementos de RPG
Conforme o jogador cumpre objetivos, o personagem recebe pontos de habilidade. Esses pontos são usados para melhorar as habilidades do personagem em onze diferentes áreas, e foram desenhados para permitir aos jogadores um modo de customizar seus personagens. Um jogador pode criar um personagem focado em combate ao aumentar a proficiência com pistolas ou rifles, e um personagem furtivo pode ser criado focando lock picking e habilidades de hackear computadores. Há quatro níveis diferentes de proficiência em cada habilidade, com o custo de cada nível aumentando em relação ao anterior.
As armas podem ser customizadas através de "modificações de armas", que podem ser encontradas ou compradas pelo jogo. O jogador pode adicionar mira telescópica, silenciadores, ou laser, aumentar o alcance ou precisão da arma, o tamanho do cartucho de munição, ou reduzir o coice e tempo de recarga. Nem todas as modificações estão disponíveis para todas as armas. Por exemplo, um lança-mísseis não pode ser silenciado, e um lança-chamas não pode ter seu coice reduzido.
Jogadores são também incentivados a customizar seu personagem através de dispositivos de nanotecnologia que conferem ao personagem poderes super-humanos. Embora o jogo tenha dezoito tipos de poderes, o jogador só pode instalar no máximo nove pois cada um deve ser usado em uma parte do corpo: um nos braços, pernas, olho e cabeça, dois sob a pele, e três no torso. Isso força o jogador a escolher entre os benefícios oferecidos por cada dispositivo. Por exemplo, para os dispositivos do braço o jogador deve escolher entre melhorar as habilidades de combate corpo-a-corpo ou aumentar a habilidade de erguer objetos pesados.
A interação com NPC receberam um grande foco no design do jogo. Quando um jogador interage com um NPC, o jogo entra em um modo de conversa similar a uma cena cinematográfica em que o jogador avança a conversa ao escolher as opções na lista de diálogo. As escolhas do jogador normalmente tem um impacto substancial na jogabilidade e na história pois os NPC reagirão diferente dependendo das opções selecionadas (por exemplo, ser rude reduz a vontade deles de providenciar ajuda).

### Elementos de combate
Deus Ex possui características de combate similar a jogos de tiro em primeira pessoa, com ação em tempo real, perspectiva em primeira pessoa, e jogabilidade baseada em reflexos. Como o jogador irá frequentemente encontrar inimigos em grupo, o combate tende a ter um aspecto tático, incluindo o uso de cobertura, necessidade de esquivas e táticas de atirar e fugir. Um crítico do USA Today comentou sobre importância de usar habilidades de stealth no jogo. Entretanto, através do sistema de RPG do jogo (seção acima), é possível desenvolver as habilidades e poderes do personagem para criar um especialista em combate com a habilidade de causar e absorver grande quantidade de dano. NPC irão elogiar ou criticar o personagem principal dependendo do uso da força, incorporando um elemento de moral na jogabilidade.
Deus Ex apresenta um display de cabeça com uma cruz, cujo tamanho mostra onde os tiros vão atingir com base no movimento, mira, e na arma. A cruz aumenta enquanto o jogador está se movendo ou mudando sua mira, e aos poucos volta ao tamanho normal enquanto não é feita nenhuma ação. A velocidade com que a cruz diminui de tamanho depende da proficiência do personagem com a arma equipada, as modificações de precisão feitas na arma, e o nível de "precisão" dos dispositivos de nanotecnologia.
Deus Ex possui 24 armas, variando de pé de cabra, arma de choque, e bastão, até foguete antitanque guiados por laser e rifle de assalto, incluindo armas letais e não letais. O jogador pode também usar várias armas de oportunidade, como extintor de incêndio.

### Escolha do jogador
A jogabilidade em Deus Ex dá ênfase na escolha do jogador, na qual um crítico da GameSpot explica "Deus Ex é bem longo para um jogo cheio de ação em primeira pessoa", e diz "mas mesmo assim, a maioria das situações possuem duas ou três possibilidades de solução." Os objetivos podem ser completados de vários modos, incluindo stealth, sniping, assalto frontal pesado, diálogo, ou engenharia e hackear computadores. Esse nível de liberdade requer que os níveis, personagens e quebra-cabeças sejam desenhados com uma significante redundância, pois se o jogador completar o jogo uma só vez, ele irá perder grandes seções de diálogo, áreas, e outros conteúdos. Em algumas missões o jogador é encorajado a evitar o uso da força, e em outros aspectos da história podem mudar dependendo de quão violento ou pacifico o jogador escolhe ser. O jogo é também diferente no sentido de que dois dos seus principais vilões podem ser mortos na parte inicial do jogo, ou deixados vivos para serem derrotados posteriormente, e isso também afeta como outros personagens interagem com o jogador.
Por causa do focus nas escolhas do jogador durante o design, Deus Ex tem sido comparado com System Shock, um jogo que inspirou seu design. Juntos, esses fatores dão ao jogo um grande nível de rejogabilidade, já que o jogador terá experiências bem diferentes, dependendo do método que usa para cumprir os objetivos.

### Multiplayer
Deus Ex foi desenhado como um jogo para um jogador, e o lançamento inicial para as versões Windows e Macintosh não incluíam funcionalidades para múltiplos jogadores. O suporte para os modos multiplayer foi posteriormente incorporado através de um patch. O componente inclui três modos de jogo: deathmatch, deathmatch básica de times, e deathmatch avançada de times. Apenas cinco mapas, baseados em níveis de modo de um jogador do jogo, foram incluídos no patch multiplayer original, tendo posteriormente muitos mapas criados por usuários. A versão para PlayStation 2 não oferece modo multiplayer.

## História

### Ambientação
Deus Ex se passa em um futuro distópico em um mundo que se baseia fortemente nas teorias de conspiração do tempo atual. Essa ambientação sombria é ampliada pelo fato do jogo acontecer a noite, o que aumenta a atmosfera de conspiração e stealth. O jogo se contradiz em vários momentos em relação ao exato ano em que os eventos da história ocorrem, mas informações da sequência Deus Ex: Invisible War reconcilia essa inconsistência via continuidade retroativa, colocando os eventos de Deus Ex no ano de 2052. A maior parte do jogo acontece em lugares que são versões ficcionalizadas de locais do mundo real, incluindo Nova Iorque, Hong Kong, Paris, Vandenberg Air Force Base, e Área 51.
O enredo de Deus Ex descreve uma sociedade que se dirige lentamente ao caos. Uma pandemia letal conhecida como "Morte Cinza" dizima a população do mundo, especialmente dentro dos Estados Unidos, e não possui cura. Uma vacina sintética, "Ambrosia", manufaturada pela companhia VersaLife, anula os efeitos do vírus, mas possui apenas poucas unidades. Ambrosia está disponível apenas para aqueles considerados "vitais para a ordem social", sendo usada principalmente para os oficiais do governo, pessoal militar, ricos e influentes, cientistas, e a elite intelectual. Sem esperança para as pessoas comuns do mundo, perturbações ocorrem ao redor do mundo, e algumas organizações terroristas foram formadas com a intenção proclamada de ajudar a queda do mundo, entre elas National Secessionist Force dos Estados Unidos e um grupo francês conhecido como Silhouette.
Para combater essas ameaças a ordem mundial, as Nações Unidas expandiram sua influência governamental pelo mundo. A Coalizão Antiterrorista das Nações Unidas (no original em inglês, United Nations Anti-Terrorist Coalition, UNATCO) foi formada, com a intenção de manter a paz internacionalmente e combater o crescente número de grupos terroristas. Seu quartel general se localiza próximo da cidade de Nova Iorque em um bunker abaixo da Ilha da Liberdade, posta ali após o ataque terrorista contra a Estátua da Liberdade.

## Desenvolvimento
A ideia inicial de Deus Ex foi feita por Warren Spector em 1994 enquanto ele trabalhava para Origin Systems. Sua concepção original do que se tornaria Deus Ex foi chamada de Troubleshotter. Após terminar o desenvolvimento de System Shock, Spector se cansou de simples fantasia e ficção científica e "ficou obcecado com esse tipo de esquisitices do milênio levando a um enredo para o jogo focado em conspiração. Ele disse em abril de 2007 para a revista PC Zone:
I was a huge believer in the 'immersive simulation' game style, exemplified by games like Ultima Underworld, and I wanted to push the limits of that sort of game further. But I could never get the project off the ground at Origin or, later, at Looking Glass. (I think it was lack of interest at Origin/EA and it was mostly a lack of money at LG!) But then John Romero and Ion Storm came along and said, 'Make the game of your dreams. No limits.' It took me about two nanoseconds to say 'Yes!'

## Música
A trilha sonora de Deus Ex, composta por Alexander Brandon, Dan Gardopée, Michiel van den Bos, e Reeves Gabrels, foi parabenizada pelos críticos por complementar a atmosfera predominante do jogo com uma música ambiente e melódica incorporando vários gêneros, incluindo techno, jazz, e música clássica.
| - 1. "Main Title" – 02:24 - 2. "Intro Sequence" – 02:23 - 3. "Liberty Island" – 05:26 - 4. "UNATCO" – 05:12 - 5. "Battery Park" – 04:42 - 6. "NYC Streets" – 04:15 - 7. "Lebedev's Airfield " – 03:14 - 8. "Airfield Action " – 01:10 - 9. "Enemy Within" – 01:48 - 10. "Desolation" (Hong Kong Canal) – 02:26 - 11. "The Synapse" (Hong Kong Streets) – 04:37 - 12. "Hong Kong Action" – 00:59 - 13. "Majestic 12 Labs" – 01:50 - 14. "Versalife" – 03:48 - 15. "Naval Base " – 04:59 - 16. "Paris Streets" – 01:18 - 17. "DuClare Château " – 06:42 - 18. "Paris Action" – 01:24 - 19. "Return to NYC" – 01:34 - 20. "Ocean Lab" – 01:35 - 21. "Ocean Action" – 01:24 | - 22. "Ocean Lab Complex" – 01:48 - 23. "Vandenberg" – 03:46 - 24. "Begin the End" (Bunker) – 01:41 - 25. "Area 51" – 02:22 - 26. "Ending 1" – 01:15 - 27. "Ending 2" – 01:18 - 28. "Ending 3" – 01:50 - 29. "The Illuminati" – 02:38 - 30. "DX Club Mix" – 03:00 - 31. "Training Room" – 02:03 - 32. "NYC Bar" – 05:10 - 33. "Hong Kong Helipad" – 03:30 - 34. "Hong Kong Club 1" – 04:56 - 35. "Hong Kong Club 2" – 02:57 - 36. "The Nothing" – 03:17 - 37. "Paris Club 1" – 02:49 - 38. "Paris Club 2" – 04:31 - 39. "Paris Cathedral" – 03:36 - 40. "Conspiravision" – 05:38 - 41. "Paris Cathedral Conversation" – 00:54 |

## Versões do jogo
A versão Deus Ex: Game of the Year Edition contém a última atualização do jogo e o Software Development Kit, um CD separado com OST, e uma página de um jornal fictício que aparece em Deus Ex chamado The Midnight Sun, que reconta os eventos recentes no mundo do jogo. Entretanto, lançamentos posteriores dessa versão não incluíam mais o CD de música, e continha uma versão em PDF do jornal no disco do jogo.
A versão para Macintosh, lançada pouco após a versão para PC, possui as mesmas capacidades e pode também ser atualizada para habilitar suporte a multiplayer. Entretanto, a publicadora Aspyr Media não lançou nenhuma edição posterior do jogo nem nenhuma outra atualização. Assim, o jogo só roda no Mac OS 9, o ambiente "Clássico" do Mac OS X, nenhum dos dois sendo compatíveis com Macs baseados na Intel. A versão para PC pode rodar em um Mac baseado na Intel usando Crossover, Boot Camp ou outro programa que permita uma versão compatível do Microsoft Windows rodar no Mac. Uma conversão do jogo para PlayStation 2, nomeada Deus Ex: The Conspiracy (mantida Deus Ex na Europa) foi lançada em 25 de março de 2002.

## Recepção

### Crítica
Deus Ex recebeu numerosas críticas positivas, alcançando uma média de 92% e 9.0/10.0 nos agregadores de notas Metacritic. Muitos críticos parabenizaram a aptidão do jogo para usar diferentes gêneros, jogabilidade bem variada, enormes ambientes, um enredo ambicioso e cheio de camadas, e seu alto nível de rejogabilidade. Os críticos ficaram impressionados com a narrativa do jogo, e muitas vezes mencionaram o uso do diálogo e história de fundo para melhorar a experiência em geral.

The title has a great storyline, full of intrigue, back-stabbing, secret agendas, political struggles, and social commentary that is so powerful that it will surely overpower the free time of its players. It doesn't matter what style of game you prefer — action, RPG, or tactical combat — since Deus Ex has enough of each of those to please even the most prejudiced user.— Chris Harding, The Adrenaline Vault
Ainda assim, o jogo não é considerado perfeito, e muitos críticos notaram falhas na jogabilidade. O crítico Greg Kasavin da GameSpot, se mostrou desapontado com os mecanismos de segurança e arrombamento, considerando-as não interativas. "Você apenas fica ali e gasta uma quantidade de itens até que a porta abra ou a segurança baixe." Kasavin fez reclamações parecidas sobre a interface de hackear, notando que, "Mesmo com as habilidades básicas de hackear, você ainda consegue passar a criptografia e a proteção da senha... ao apertar o botão 'hack' e esperar alguns segundos."
Os gráficos e sons do jogo também foram recebidos de forma neutra. Kasavin reclamou dos gráficos abaixo do normal de Deus Ex, colocando a culpa nos ambientes industriais escuros. Chris Patterson, da GamePro, comentou que apesar de ser bom acusticamente, Deus Ex tem momentos de fraqueza.

### Prêmios
Deus Ex recebeu vários prêmios e nomeações, incluindo 40 premiações para "Jogo do Ano" e/ou "Melhor da Classe" em revistas e websites.[carece de fontes?] Isso inclui os prêmios da British Academy of Film and Television Arts, IGN, GameSpy, PC Gamer, Computer Gaming World, e The Adrenaline Vault, além de muitos outros. Deus Ex também foi premiado nas categorias "Excelência em Game Design" e "Game Innovation Spotlight" no Game Developers Choice Awards de 2000 e nas categorias "Inovação em jogo para computador" e "Jogo de ação/aventura para computador" no Interactive Achievement Awards. Recebeu muitas vezes o prêmio de "Melhor história", incluindo o primeiro prêmio "Quantum Leap" de 2006 do site Gamasutra específico para enredo de videogame.

## Sequências e prequelas
A sequência do jogo, chamada Deus Ex: Invisible War, foi lançada nos Estados Unidos em 2 de dezembro de 2003, e na Europa no início de 2004 para PC e Xbox. Uma segunda sequência, Deus Ex: Clan Wars, foi criada originalmente como um terceiro jogo para a série, focado em multiplayer. Após o resultado comercial e a recepção do público em relação a Deus Ex: Invisible War falharem em alcançar as expectativas, foi tomada a decisão de ambientar o jogo em seu próprio universo, e foi eventualmente publicado sob o título Project: Snowblind.